# Сен-Жорж, Анри де
Жюль-Анри́ Вернуа́ де Сен-Жорж (фр. Jules-Henri Vernoy de Saint-Georges; 7 ноября 1799 или 1801 год, Париж — 23 декабря 1875, Париж) — французский драматург и прозаик, автор огромного количества оперных и балетных либретто. Всего им создано, в одиночку или с соавторами, более 70 оперных либретто и более 30 драматических пьес. Директор парижского театра Опера Комик (1829).
Среди современников обращал на себя особое внимание экстравагантными костюмами по моде ушедших времен, в полной мере отражавшими прошлое XVIII столетие — литератор этим словно бы хотел показать свои вкусы и приверженность старой Франции, часто и персонажи его произведений тоже были родом оттуда.

## Произведения

### Либретто
- «Буржуа Реймса» — Le Bourgeois de Reims, комическая опера в 1 акте, в соавторстве с Константом Мениссье (Constant Ménissier), композитор Ф.-Ф.Фети, Париж, театр Опера Комик, 7 июня 1825
- «Людовик XII, или Дорога из Реймса» — Louis XII, ou la Route de Reims, комическая опера в 3 актах, в соавторстве с Мэзони де Лореалем (Joseph-François-Stanislas Maizony de Lauréal), музыка Моцарта, Париж, Théâtre de l’Odéon, 7 июня 1825
- «Ремесленник» — L’Artisan, комическая опера в 1 действии, музыка Ф.Галеви, Париж, Опера Комик, 30 января 1827
- «Король и лодочник» — Le Roi et le batelier, комическая опера в 1 действии, музыка В.Рифо и Ф.Галеви, Париж, Опера Комик, 3 ноября 1827
- «Пьер и Катрин» — Pierre et Catherine, комическая опера в одном действии, композитор А.Адан, Париж, Опера Комик, 18 июля 1829
- «Женни» — Jenny, комическая опера в 3 актах, композитор М. Э. Карафа ди Колобрано, Париж, Опера Комик, 24 сентября 1829
- «Людовик» — Ludovic, лирическая драма в 2 действиях, композиторы Ф. Герольд (Louis-Joseph-Ferdinand Hérold) и Ф.Галеви, Париж, театр Опера Комик, 16 мая 1833
- «Утерянное чувство» — La Sentinelle perdue, комическая опера в 1 действии, музыка В.Рифо (Victor Rifaut), Париж, Опера Комик, 9 декабря 1834
- «Маркиза» — La Marquise, комическая опера в 1 действии, в соавторстве с А. де Лёвеном, музыка А.Адана, Париж, Опера Комик, 28 февраля 1835
- «В ясной видимости» (Молния) — L'Éclair, комическая опера в 3 актах, в соавторстве с Э. де Планаром (Eugène de Planard), композитор Ф.Галеви, Париж, Опера Комик, 16 декабря 1835
- «Лютеранин Вены» — Le Luthier de Vienne, комическая опера в 1 действии, в соавторстве с А. де Лёвеном, композитор И.Монпу (Hippolyte Monpou), Париж, театр Опера Комик, 30 июня 1836
- «Жена посла» — L’Ambassadrice, комическая опера в 3 актах, совместно с Э.Скрибом, музыка Обера, Париж, Théâtre de l’Opéra-Comique, 21 декабря 1836
- «Гиз, или государства Блуа» — Guise, ou les États de Blois, лирическая драма в 3 актах, в соавторстве с Э. Планаром (Eugène de Planard), композитор Ж.Онсло, Париж, Théâtre de l’Opéra-Comique, 8 сентября 1837
- «Верный пастух» — Le Fidèle berger, комическая опера в 3 действиях, в соавторстве с Э.Скрибом, композитор А.Адан, Париж, театр Опера Комик, 6 января 1838
- «Цыганка» — La Gipsy, пантомимный балет в 3 действиях и 5 картинах, в соавторстве с Ж.Мазилье (Joseph Mazilier, композиторы Ф.Бенуа, А.Тома и М. А. Марлиани (Marco Aurelio Marliani), Париж, Théâtre de l’Opéra, 28 января 1839
- «Плантатор» — Le Planteur, комическая опера в 2 актах, музыка И.Монпу (Hippolyte Monpou), Париж, Théâtre de l’Opéra-Comique, 1 марта 1839
- «Королева на один день» — La Reine d’un jour, комическая опера в 3 действиях, в соавторстве с Э.Скрибом, музыка А.Адана, Париж, Théâtre de l’Opéra-Comique, 19 сентября 1839
- «Симфония, или Господин Альбер» — La Symphonie, ou Maître Albert, комическая опера в 1 действии, композитор А. Л. Клаписсон, Париж, Théâtre de l’Opéra-Comique, 12 октября 1839
- Дочь полка, комическая опера в 2 актах, в соавторстве с Ж. Ф. Байяром, композитор Гаэтано Доницетти, Париж, Théâtre de l’Opéra-Comique, 11 февраля 1840
- «Занетта, или Опасность игры с огнём» — Zanetta, ou Il ne faut pas jouer avec le feu, комическая опера в 3 актах, в соавторстве с Э.Скрибом, музыка Обера, Париж, Théâtre de l’Opéra-Comique, 18 мая 1840
- «Опера при дворе» — L’Opéra à la cour, комическая опера в 4 частях, в соавторстве с Э.Скрибом, музыка аранжирована А.Гризаром (Albert Grisar) и Ф. Буальдьё (François Adrien Boieldieu), Париж, Théâtre de l’Opéra-Comique, 16 июля 1840
- «Влюбленный дьявол» — Le Diable amoureux, балет-пантомима в 3 актах и 8 картин, совместно с Ж.Мазилье, музыка Франсуа Бенуа и Анри Ребера, Париж, Королевская академия музыки, 21 сентября 1840
- «Алмазы короны» — Les Diamants de la couronne, комическая опера в 3 актах, в соавторстве с Э.Скрибом, музыка Обера, Paris, Théâtre de l’Opéra-Comique, 6 марта 1841
- «Жизель» — Giselle, ou les Wilis, фантастический балет в 2 актах, с соавторстве с Т.Готье и Ж.Коралли, музыка А.Адана, Париж, Королевская академия музыки (Гранд-Опера), 28 июня 1841
- L’Aïeule, комическая опера в 1 действии, музыка Буальдьё (François Adrien Boieldieu), Paris, Théâtre de l’Opéra-Comique, 17 августа 1841
- «Королева Кипра» — La Reine de Chypre, опера в 5 актах, музыка Ж.Галеви (Jacques-Fromental Halévy), Paris, Académie royale de musique, 22 декабря 1841
- La Jolie Fille de Gand, балет-пантомима в трех актах и девяти картинах, музыка А.Адана, Paris, Королевская академия музыка (Гранд-Опера), 22 июня 1842
- L’Esclave du Camoëns, комическая опера в 1 акте, музыка Ф.Флотова, Париж, театр Опера Комик, 1 декабря 1843
- «Калиостро» — Cagliostro, комическая опера в 3 действиях, совместно с Э.Скрибом, музыка А.Адана, Paris, Théâtre de l’Opéra-Comique, 10 февраля 1844
- «Леди Генриетта, или Служанка Гринвича» — Lady Henriette, ou la Servante de Greenwich, балет-пантомима в 3 актах и 9 картинах, совместно с Ж.Мазилье (Joseph Mazilier), музыка Ф.Флотова, Ф. Бургмюллера (Friedrich Burgmüller) и Э. Дельдевеза (Ernest Deldevèze), Paris, Королевская академия музыки, 22 февраля 1844
- «Лаццарони, или Просто хорошо спать» — Le Lazzarone, ou Le bien vient en dormant, опера в 2 актах, музыка Ж.Галеви, Paris, Académie royale de musique, 29 марта 1844
- Wallace, комическая опера в 3 актах, музыка Ш.Кателя, Théâtre de l’Opéra-Comique, 4 декабря 1844
- «Мушкетёры на Рейне» — Les Mousquetaires de la Reine, комическая опера в 3 актах, музыка Ж.Галеви, Paris, Théâtre de l’Opéra-Comique, 3 февраля 1846
- «Душа болит» — L'Âme en peine, фантастическая опера-балет в 2 актах, музыка Ф. вон Флотова, Paris, Théâtre de l’Opéra, 29 июня 1846
- «Вал Андорры» — Le Val d’Andorre, комическая опера в 3 актах, музыка Ж.Галеви, Paris, Théâtre de l’Opéra-Comique, 11 ноября 1848
- La Fée aux roses, комическая опера-феерия в 3 актах, совместно с Э.Скрибом, музыка Ж. Ф. Галеви, Paris, Théâtre de l’Opéra-Comique, 1 октября 1849
- «Маяк» — Le Fanal, опера в 2 актах, музыка А.Адана, Paris, Théâtre de l’Opéra, 24 декабря 1849
- «Серафина, или Возможность кражи» — La Serafina, ou l’Occasion fait le larron, комическая опера в 1 акте, совместно с А.Дюпеном (Henri Dupin), музыка M. Сен-Жюльена, Paris, Théâtre de l’Opéra-Comique, 16 августа 1851
- «Замок Синей Бороды» — Le Château de la Barbe-bleue, комическая опера в 3 актах, музыка (Armand Limnander van Nieuwenhove), Paris, Théâtre de l’Opéra-Comique, 1 декабря 1851
- «Дочь фараона» — La Fille de Pharaon, балет в трех актах и восьми картинах с прологом и эпилогом, Санкт-Петербург (по повести Теофиля Готье «Роман мумии», редакция Пьера Лакотта), Большой Каменный театр, 18 января 1852
- Le Carillonneur de Bruges, комическая опера в 3 действиях, музыка А.Гризара (Albert Grisar), Paris, Théâtre de l’Opéra-Comique, 20 февраля 1852
- «Вечный жид» — Le Juif errant, опера в 5 актах, совместно с Э.Скрибом, музыка Ж.Галеви, Paris, Théâtre de l’Opéra, 23 апреля 1852
- «Любовь дьявола» — Les Amours du diable, опера-феерия в 4 действиях, 9 картинах, музыка Альбера Гризара (Albert Grisar), Paris, Théâtre-Lyrique, 13 марта 1853
- «Набоб» — Le Nabab, комическая опера в 3 актах, совместно с Э.Скрибом, музыка Ж.Галеви, Paris, Théâtre de l’Opéra-Comique, 1 сентября 1853
- Jaguarita l’indienne, комическая опера в 3 действиях, совместно с А.Лёвеном, музыка Ж.Галеви, Paris, Théâtre-Lyrique, 14 мая 1855
- «Корсар» — Le Corsaire, балет-пантомима в 3 актах, по одноименной поэме лорда Байрона, совместно с Ж.Мозилье, музыка А.Адана, Paris, Théâtre de l’Opéra, 23 января 1856
- La Fanchonnette, комическая опера в 3 актах, совместно с А.Лёвеном, музыка Л.Клаписсона, Paris, Théâtre-Lyrique, 1 марта 1856
- «Эльфы» — Les Elfes, фантастический балет в 3 актах, совместно с Ж.Мазилье, музыка Н. Габриели (Nicolò Gabrielli), Paris, Théâtre de l’Opéra, 11 августа 1856
- «Роза Флоренции» — La Rose de Florence, опера в 2 актах, композитор Э.Бибетта (Emanuele Biletta), Paris, Théâtre de l’Académie impériale de musique, 10 ноября 1856
- Le Sylphe, opéra-comique en 2 actes, музыка Л.Клаписсона (Louis Clapisson), Paris, Théâtre de l’Opéra-Comique, 27 ноября 1856
- «Египтянин» — Euryanthe, опера в трех актах, перевод либретто Г.Шези (Helmina von Chézy) совместно с А.де Лёвеном, музыка К.Фебера, Paris, Théâtre-Lyrique, 1 сентября 1857
- «Марго» — Margot, комическая опера в 3 актах, совместно с А.Лёвеном, музыка Л.Клариссона, Paris, Théâtre-Lyrique, 5 ноября 1857
- «Волшебница» — La Magicienne, опера в 5 актах, музыка Ж. Ф. Галеви, Paris, Théâtre de l’Opéra, 17 марта 1858
- «Пагода» — La Pagode, комическая опера в 2 актах, музыкаА.-Ф.Фоконьера (Antoine-François Fauconnier), Paris, Théâtre de l’Opéra-Comique, 20 сентября 1859
- «Пьер Медичи» — Pierre de Médicis, опера в 4 актах и 7 картинах, совмечтно с Э.Пачини (Émilien Pacini), музыка Ж.Понятовского, Paris, Académie impériale de musique, 9 марта 1860
- «Бабочка» (Le Papillon) — балет-пантомима в 2 актах и 4 картинах, хореография Марии Тальони, музыка Жака Оффенбаха (Париж, Императорская опера, 26 ноября 1860)
- «Мэтр Клод» — Maître Claude, opéra-comique en 1 acte, совместно с А.Лёвеном, музыка Ж.Коэна (Jules Cohen), Paris, Théâtre de l’Opéra-Comique, 19 марта 1861
- «Сквозь стену» — Au travers du mur, opéra-comique en 1 acte, музыка Ж.Понятовского (Joseph Poniatowski), Paris, Théâtre-Lyrique, 9 мая 1861
- «Ювелир из Сент-Джеймс» — Le Joaillier de Saint-James, комическая опера в 3 актах, совместно с А.Лёвеном, musique d’Albert Grisar, Paris, Théâtre de l’Opéra-Comique, 17 февраля 1862
- «Невеста короля Гарба» — La Fiancée du roi de Garbe, комическая опера в 3 актах и 6 картинах, совместно с Э. Скрибом, музыка Обера, Paris, Théâtre de l’Opéra-Comique, 11 января 1864
- «Маскарад, или Ночи Венеции» — La Maschera, ou les Nuits de Venise, балет-пантомима в 3 актах и 6 картинах, совместно с Дж. Рота (Giuseppe Rota), музыка П. Джорджа (Paolo Giorza), Paris, Théâtre de l’Opéra, 19 февраля 1864
- «Авантюрист» — L’Aventurier, комическая опера в 4 актах, музыка Ж. Понятовского (Joseph Poniatowski), Théâtre-Lyrique, 26 января 1865
- «Марта» — Martha, опера в 4 актах и 6 картинах, музыка Ф. Флотова, Paris, Théâtre-Lyrique, 15 декабря 1865
- «Зильда», история из «Тысячи и одной ночи» — Zilda, conte des mille et une nuits, комическая опера в 2 актах, совместно с А. Шиво (Henri Chivot), музыка Ф. Флотова, Paris, Théâtre de l’Opéra-Comique, 28 мая 1866
- «Пертская красавица» — La Jolie Fille de Perth, опера в 4 актах и 5 картинах, совместно с Ж. Аденисом (Jules Adenis), музыка Ж.Бизе, Париж, Théâtre-Lyrique, 29 декабря 1867
- «Царь Кандавл» — Le Roi Candaule, балет в 4-х действиях и 7 картинах с апофеозом, балетмейстер Мариус Петипа, музыка Цезаря Пуни, Большой театр (Санкт-Петербург), 29 (17) октября 1868. В основе либретто — поэма Теофиля Готье «Царь Кандавл»
- «Тень» — L’Ombre, комическая опера в 3 актах, музыка Ф.Флотова, Paris, Théâtre de l’Opéra-Comique, 7 июля 1870
- «Камарго» — Camargo, балет в 3 актах 9 картинах, совместно с М. И. Петипа, композитор Л. Минкус, Санкт-Петербург, Мариинский театр, балетмейстер М. И. Петипа, 17 декабря 1872
- «Флорентиец» — Le Florentin, комическая опера в 3 actes, музыка Ш. Леневё, Париж, Théâtre de l’Opéra-Comique, 25 февраля 1874
- «Очаровательная Альма» — Alma l’enchanteresse, опера в 4 актах, итальянская сценическая обработка сделана А.де Лозьером (Achille de Lauzières), музыка Ф.Флотова, Париж, Théâtre des Italiens, 9 апреля 1878
- «Ной» — Noé, опера, композитор Ф.Галеви; либретто было готово к 1858 году, но работа композитора продолжалась несколько лет, однако назначенная в Парижской Опере премьера была отменена; завершил оперу зять композитора Жорж Бизе, премьера прошла в 1885 г.

### Драматический театр
- «Корзина, или Уголок комнаты» — L'Écarté, ou Un coin du salon, картина-водевиль в 1 действии, совместно с Э.Скрибом и Мелесвилем, Париж, Théâtre du Gymnase Marie Bell, 14 ноября 1822
- «Сент-Луис, или Два ужина» — La Saint-Louis, ou les Deux dîners, водевиль в 1 действии, в соавторстве с А.Тардифом (Alexandre Tardif), Théâtre de Versailles, 25 августа 1823
- «Любовь и аппетит» — L’Amour et l’appétit, комедия-водевиль в 1 действии, совместно с Ф.де Курси (Frédéric de Courcy) и И.Сент-Эльм (Ida Saint-Elme), Paris, Théâtre de la Porte Saint-Martin, 14 октября 1823
- «Господин Антуан, или № 2782» — Monsieur Antoine, ou le N 2782, водевиль в 1 акте, совместно с Ф. Аллардом (Francis d’Allarde) и Сантином, Париж, Théâtre du Vaudeville, 17 мая 1824
- «День на Елисейских полях» — Une journée aux Champs-Élysées, картина-водевиль в 1 акте, в соавторстве с К. Мениссье (Constant Ménissier) и Л. Рабом (Léon Rabbe), Paris, Théâtre de la Gaîté, 3 ноября 1824
- «Рекруты, или Дочь фермера» — Les Recruteurs, ou la Fille du fermier, пьеса в 2 актах, совместно с А. Франкони (Antonio Franconi) и П. Кармушем (Pierre Carmouche), Paris, Цирк «Олимпик», 13 апреля 1825
- «Бельфегор, или Покрывало дьявола» — Belphégor, ou le Bonnet du diable, водевиль-феерия в 1 действии, совместно с А.д’Артуа (Achille d’Artois) и Ж.Верне (Jules Vernet), Париж, Théâtre du Vaudeville, 26 апреля 1825
- «Маленький монстр и фокусник» — Le Petit monstre et l’escamoteur, безумный парад в 1 действии, совсестно с А.Симоннином (Antoine Jean-Baptiste Simonnin), Париж, Théâtre de la Gaîté, 7 июля 1826
- «Платье и униформа» — La Robe et l’uniforme, комедия в 1 действии, с куплетами, в соавторстве с П.Кармушем (Pierre Carmouche), Paris, Théâtre de l’Ambigu-Comique, 20 сентября 1826
- «Кредитор-путешественник» — Le Créancier voyageur, комедия-водевиль в 1 действии, в соавторстве с М.Сен-Анжем (Martin Saint-Ange), Paris, Théâtre de la Porte Saint-Martin, 30 сентября 1826
- 1750 и 1827, водевиль в 2 картинах, в соавторстве с Э.Балиссон де Ружмонтом (Émile Balisson de Rougemont) и А.Симоннином (Antoine Jean-Baptiste Simonnin), Paris, Théâtre du Vaudeville, 13 сентября 1827
- «Большой обед» — Le Grand Dîner, водевиль в 1 акте, с А.Симоннином (Antoine Jean-Baptiste Simonnin), Париж, Théâtre du Vaudeville, 25 февраля 1828
- «Дачный концерт» — Le Concert à la campagne, пьеса в 1 акте, в соавторстве с Л.Галеви (Léon Halévy), Paris, Театр «Одеон», 26 октября 1828
- Le Prêteur sur gages, драма в 3 действиях, в соавторстве с А.Беро (Antony Béraud), Paris, Théâtre de la Gaîté, 18 июля 1829
- «Мария-певица» — Folbert, ou le Marie de la cantatrice, музыкальная комедия в 1 действии, совместно с Леоном Галеви (Léon Halévy), Paris, Théâtre des Variétés, 7 февраля 1832
- «Примадонна, или Молочная сестра» — La Prima donna, ou la Sœur de lait, музыкальная комедия, в соавторстве с А.д’Артуа (Achille d’Artois), Paris, Théâtre des Variétés, 26 ноября 1832
- «Тигрица по имени Смерть крысам, или Рыба против рыбы» — Tigresse Mort-aux-rats, ou Poison et contre poison, медицинский препарат в 4 дозах и стихах, в соавторстве с А.Дюпеном (Henri Dupin), Париж, Théâtre des Variétés, 22 февраля 1833
- «Бал-варьете» — Le Bal des Variétés, водевиль в 2 актах, в соавторстве с А.де Лёвеном, Paris, Théâtre des Variétés, 28 января 1835
- «Фаринелли, или Празднество у короля» — Farinelli, ou le Bouffe du Roi, историческая комедия в 3 актах, в соавторстве с (Philippe-Auguste-Alfred Pittaud de Forges), Париж, Théâtre du Palais-Royal, 17 февраля 1835
- «Капеллан полка» — L’Aumônier du régiment, музыкальная комедия в 1 акте, в соавторстве с А.де Лёвеном, Париж, Théâtre du Palais-Royal, 1 октября 1835
- «Леона, или Парижанин на Корсике» — Léona, ou le Parisien en Corse, музыкальная комедия в 2 действиях, в соавторстве с А.де Лёвеном, Париж, Théâtre du Palais-Royal, 14 января 1836
- «Лоретта, или Красная печать» — Laurette, ou le Cachet rouge, комедия-водевиль в 1 действии, в соавторстве с А.де Лёвеном, Париж, Théâtre du Vaudeville, 28 января 1836
- «Молодой отец» — Le Jeune Père, комедия-водевиль в 1 действии, в соавторстве с А. д’Артуа (Achille d’Artois), Paris, Théâtre des Variétés, 30 июля 1836
- «Крошечка» — Riquiqui, музыкальная комедия в 3 актах, в соавторстве с А.де Лёвеном, Paris, Théâtre du Palais-Royal, 11 марта 1837
- «Учительница языков» — La Maîtresse de langues, музыкальная комедия в 1 действии, в соавторстве с А.Лёвеном и Ф.Дюмануаром, Paris, Théâtre du Palais-Royal, 21 февраля 1838
- «Швейцария в Трианоне» — La Suisse à Trianon, музыкальная комедия в 1 действии, в соавторстве с А.де Лёвеном и Л.-Э. Ванбербушем (Louis-Émile Vanderburch), Париж, Théâtre des Variétés, 9 марта 1838
- «Леди Мельвиль, или Ювелир Сент-Джеймс» — Lady Melvil, ou le Joaillier de Saint-James, комедия с песнями в 3 действиях, в соавторстве с А.де Лёвеном, композитор А.Гризар (Albert Grisard), Париж, Théâtre de la Renaissance, 5 ноября 1838
- «Дагобер, или Бесштанники» — Dagobert, ou la Culotte à l’envers, историческая драма в 3 актах, в стихах, с прологом в стихах, в соавторстве с Адольфом Лёвеном и П.Деландом (Paulin Deslandes), Париж, Théâtre du Palais-Royal, 24 января 1839
- «Мадмуазель Нишон» — Mademoiselle Nichon, комедия-водевиль в 1 действии, в соавторстве с А.Левеном, Paris, Théâtre des Variétés, 28 января 1839
- «Мадмуазель выбирает» — Mademoiselle de Choisy, комедия-водевиль в 2 актах, в соавторстве с Б.Лопезом (Bernard Lopez, Paris, Théâtre des Variétés, 3 апреля 1848
- «Шпион в большом мире» — L’Espion du grand monde, драма в 5 актах, в соавторстве с Т.Анном (Théodore Anne), Париж, Théâtre de l’Ambigu-Comique, 22 февраля 1856
- «Конференция» — Une conférence, в стихах, Théâtre de Madame la Duchesse de Riario-Sforza, 21 февраля 1867
- «Мадмуазель маркиза» — Mademoiselle la Marquise, комедия в 5 актах, в прозе, с прологом, в соавторстве с Локкруа (Lockroy), Париж, театр Одеон (Théâtre de l’Odéon), 12 февраля 1869

Романы
- «Тревожные ночи» — Les Nuits terribles (1821)
- «Шпион в большом мире» — L’Espion du grand monde (7 частей в 3 томах, 1850)
- «Бракосочетание принца». «Часослов». «Аутодафе» — Un mariage de prince. Le Livre d’heures. L’Auto-da-fé (2 тома, 1852)
- «Князь Македонский» — Les Princes de Maquenoise (12 томов, 1860)
- «Зелёные глаза», фантастическая история — Les Yeux verts, histoire fantastique (1872)